# J-League de 2022
A J-League de 2022 (2022 Meiji Yasuda Seimei J1 Rīgu por questões de patrocínio) foi a 30ª edição da liga de futebol japonesa profissional J-League. Teve início em 18 de fevereiro e com término em 5 de novembro de 2022.
Após 2 títulos consecutivos do Kawasaki Frontale que tentava o pentacampeonato (em 2021 venceu com 4 rodadas de antecipação), o Yokohama F. Marinos conquistou seu quinto título (contabilizando os períodos como Nissan Motors e Yokohama Marinos, foram 7 campeonatos), tendo o melhor ataque (70 gols) e a melhor defesa (35 gols sofridos, empatado com o Nagoya Grampus). Thiago Santana, do Shimizu S-Pulse, foi o artilheiro do campeonato com 14 gols, tornando-se o primeiro jogador a conquistar a honraria mesmo com sua equipe rebaixada para a J2 de 2023. No playoff de rebaixamento e acesso, o Kyoto Sanga empatou com o Roasso Kumamoto por 1 a 1 e permaneceu na primeira divisão.

## Mudanças da temporada anterior
Em decorrência da pandemia de COVID-19, o número de participantes aumentou para 20 com as promoções de Tokushima Vortis (campeão da J2, de volta após 5 temporadas de ausência) e Avispa Fukuoka (rebaixado em 2016 e vice-campeão da segunda divisão nacional). e com o rebaixamento de 4 clubes para a J2 de 2022 (Tokushima Vortis, Oita Trinita, Vegalta Sendai e Yokohama FC), a primeira divisão japonesa voltou a ter 18 equipes. Júbilo Iwata (ausente desde 2019) e Kyoto  Sanga (que não disputava a J1 desde 2010) foram promovidos.

## Participantes
| Clube               | Cidade    | Estádio                                     | Última temporada |
| ------------------- | --------- | ------------------------------------------- | ---------------- |
| Avispa Fukuoka      | Fukuoka   | Level5 Stadium                              | J1 (8º)          |
| Consadole Sapporo   | Sapporo   | Sapporo Dome Sapporo Atsubetsu Park Stadium | J1 (10º)         |
| Kyoto Sanga         | Quioto    | Sanga Stadium by Kyocera                    | J2 (2º)          |
| Kashima Antlers     | Kashima   | Kashima Soccer Stadium                      | J1 (4º)          |
| Urawa Red Diamonds  | Saitama   | Saitama Stadium 2002                        | J1 (6º)          |
| FC Tokyo            | Tóquio    | Ajinomoto Stadium                           | J1 (9º)          |
| Kawasaki Frontale   | Kawasaki  | Todoroki Athletics Stadium                  | J1 (Campeão)     |
| Yokohama F. Marinos | Yokohama  | Nissan Stadium                              | J1 (2º)          |
| Shonan Bellmare     | Hiratsuka | Shonan BMW Stadium Hiratsuka                | J1 (18º)         |
| Shimizu S-Pulse     | Shizuoka  | Nihondaira Stadium                          | J1 (16º)         |
| Júbilo Iwata        | Shizuoka  | Estádio Yamaha                              | J2 (Campeão)     |
| Nagoya Grampus      | Nagoya    | Paloma Mizuho Stadium Toyota Sutajiamu      | J1 (5º)          |
| Gamba Osaka         | Osaka     | Suita City Football Stadium                 | J1 (13º)         |
| Cerezo Osaka        | Osaka     | Yanmar Stadium Nagai                        | J1 (12º)         |
| Vissel Kobe         | Kobe      | Kobe Wing Stadium                           | J1 (3º)          |
| Sanfrecce Hiroshima | Hiroshima | Hiroshima Big Arch Stadium                  | J1 (11º)         |
| Sagan Tosu          | Tosu      | Best Amenity Stadium                        | J1 (7º)          |
| Kashiwa Reysol      | Kashiwa   | Sankyo Frontier Kashiwa Stadium             | J1 (15º)         |

### Técnicos, capitães, equipamentos e patrocínios
| Clube               | Treinador                                                                          | Capitão           | Equipamentos       |
| ------------------- | ---------------------------------------------------------------------------------- | ----------------- | ------------------ |
| Consadole Sapporo   | Mihailo Petrović (1ª—)                                                             | Hiroki Miyazawa   | Mizuno             |
| Kashima Antlers     | René Weiler (1ª—)                                                                  | Shoma Doi         | Nike               |
| Urawa Red Diamonds  | Ricardo Rodríguez (1ª—)                                                            | Shusaku Nishikawa | Nike               |
| Kashiwa Reysol      | Nelsinho Baptista (1ª—)                                                            | Hidekazu Otani    | YONEX              |
| FC Tokyo            | Albert Puig (1ª—)                                                                  | Masato Morishige  | New Balance        |
| Yokohama F. Marinos | Kevin Muscat (1ª—)                                                                 | Takuya Kida       | Adidas             |
| Shonan Bellmare     | Satoshi Yamaguchi (1ª—)                                                            | Kazuki Oiwa       | Penalty            |
| Kawasaki Frontale   | Toru Oniki (1ª—)                                                                   | Shogo Taniguchi   | Puma               |
| Shimizu S-Pulse     | Hiroaki Hiraoka (1ª—)                                                              | Valdo             | Puma               |
| Júbilo Iwata        | Akira Ito (1ª—)                                                                    | Kosuke Yamamoto   | Admiral Sportswear |
| Nagoya Grampus      | Kenta Hasegawa (1ª—)                                                               | Sho Inagaki       | Mizuno             |
| Kyoto Sanga         | Cho Kwi-jae (1ª—)                                                                  | Temma Matsuda     | Puma               |
| Gamba Osaka         | Tomohiro Katanosaka (1ª—)                                                          | Shu Kurata        | Umbro              |
| Cerezo Osaka        | Akio Kogiku (1ª—)                                                                  | Hiroshi Kiyotake  | Puma               |
| Vissel Kobe         | Atsuhiro Miura (1ª—5ª) Lluís Planagumà (6ª—7ª, interino) Miguel Ángel Lotina (8ª—) | Andrés Iniesta    | Asics              |
| Sanfrecce Hiroshima | Michael Skibbe (1ª—)                                                               | Sho Sasaki        | Nike               |
| Avispa Fukuoka      | Shigetoshi Hasebe (1ª—)                                                            | Hiroyuki Mae      | YONEX              |
| Sagan Tosu          | Kenta Kawai (1ª—)                                                                  | Naoyuki Fujita    | New Balance        |

## Mudanças de técnicos
| Equipe              | Técnico demitido   | Motivo da demissão             | Dia em que saiu        | Posição em que deixou o clube | Técnico substituto         | Dia em que assumiu o cargo |
| ------------------- | ------------------ | ------------------------------ | ---------------------- | ----------------------------- | -------------------------- | -------------------------- |
| Sanfrecce Hiroshima | Kentaro Sawada     | Final do período como interino | 5 de dezembro de 2021  | Pré-temporada                 | Michael Skibbe             | 25 de novembro de 2021     |
| Gamba Osaka         | Masanobu Matsunami | Final do período como interino | 5 de dezembro de 2021  | Pré-temporada                 | Tomohiro Katanosaka        | 23 de dezembro de 2021     |
| Kashima Antlers     | Naoki Soma         | Final de contrato              | 5 de dezembro de 2021  | Pré-temporada                 | René Weiler                | 10 de dezembro de 2021     |
| FC Tokyo            | Shinichi Morishita | Final do período como interino | 5 de dezembro de 2021  | Pré-temporada                 | Albert Puig                | 10 de dezembro de 2021     |
| Nagoya Grampus      | Massimo Ficcadenti | Final de contrato              | 9 de dezembro de 2021  | Pré-temporada                 | Kenta Hasegawa             | 9 de dezembro de 2021      |
| Sagan Tosu          | Kim Myung-hwi      | Resignado                      | 20 de dezembro de 2021 | Pré-temporada                 | Kenta Kawai                | 24 de dezembro de 2021     |
| Júbilo Iwata        | Masakazu Suzuki    | Resignado                      | 25 de dezembro de 2021 | Pré-temporada                 | Akira Ito                  | 25 de dezembro de 2021     |
| Vissel Kobe         | Atsuhiro Miura     | Demitido                       | 20 de março de 2022    | 16º                           | Lluís Planagumà (interino) | 21 de março de 2022        |
| Vissel Kobe         | Lluís Planagumà    | Final do período como interino | 8 de abril de 2022     | 17º                           | Miguel Ángel Lotina        | 8 de abril de 2022         |

## Jogadores estrangeiros
A partir da temporada 2021, não haverá restrições a um número de jogadores estrangeiros contratados, porém cada equipe deverá registrar apenas 5 por jogo. Jogadores de países-parceiros da J-League (Tailândia, Vietnã, Myanmar, Malásia, Camboja, Singapura, Indonésia e Catar) estão isentos desta regra.
- Jogadores em negrito indica que foi registrado durante o período de transferências no meio da temporada.
- Jogadores em itálico indica que o jogador possui nacionalidade japonesa além da cidadania de um país filiado à FIFA, ou isento de ser considerado estrangeiro por ter nascido no Japão e estar matriculado ou formado em escolas do país.[25]

| Consadole Sapporo   | Douglas Oliveira | Lucas Fernandes   | Gabriel Xavier        | Milan Tučić        | Chanathip Songkrasin | Milan Tučić          | Supachok Sarachat |  |  |  |
| Kyoto Sanga         | Mendes           | Origbaajo Ismaila | Peter Utaka           | Quenten Martinus   | Michael Woud         |                      |                   |  |  |  |
| Kashima Antlers     | Arthur Caíke     | Bueno             | Diego Pituca          | Everaldo           | Juan Alano           | Kim Min-tae          | Kwoun Sun-tae     |  |  |  |
| Urawa Red Diamonds  | Alexander Scholz | Kasper Junker     | David Moberg Karlsson | Alex Schalk        |                      |                      |                   |  |  |  |
| FC Tokyo            | Adaílton         | Bruno Uvini       | Diego Oliveira        | Leandro            | Henrique Trevisan    | Jakub Słowik         |                   |  |  |  |
| Kawasaki Frontale   | Jesiel           | João Schmidt      | Leandro Damião        | Marcinho           | Jung Sung-ryong      | Chanathip Songkrasin |                   |  |  |  |
| Yokohama F. Marinos | Marcos Júnior    | Élber             | Léo Ceará             | Anderson Lopes     | Eduardo              |                      |                   |  |  |  |
| Shonan Bellmare     | Wellington       | Tarik Elyounoussi |                       |                    |                      |                      |                   |  |  |  |
| Shimizu S-Pulse     | Carlinhos Júnior | Thiago Santana    | Renato Augusto        | Valdo              | Ronaldo              | Benjamin Kololli     | Oh Se-hun         |  |  |  |
| Kashiwa Reysol      | Douglas          | Dodi              | Emerson Santos        | Matheus Sávio      | Rodrigo              | Kim Seung-gyu        |                   |  |  |  |
| Nagoya Grampus      | Léo Silva        | Tiago Pagnussat   | Mateus                | Jakub Świerczok    | Mitchell Langerak    |                      |                   |  |  |  |
| Gamba Osaka         | Leandro Pereira  | Patric            | Wellington Silva      | Dawhan             | Kwon Kyung-won       | Ju Se-jong           | Shin Won-ho       |  |  |  |
| Cerezo Osaka        | Bruno Mendes     | Jean Patric       | Matej Jonjić          | Adam Taggart       | Kim Jin-hyeon        | Đặng Văn Lâm         | Chaowat Veerachat |  |  |  |
| Vissel Kobe         | Lincoln          | Andrés Iniesta    | Bojan Krkić           | Sergi Samper       |                      |                      |                   |  |  |  |
| Sanfrecce Hiroshima | Douglas Vieira   | Ezequiel          | Júnior Santos         | Nassim Ben Khalifa |                      |                      |                   |  |  |  |
| Sagan Tosu          | Diego            | Joan Oumari       | Hwang Seok-ho         | Park Il-gyu        | Ueom Ye-hoon         | Taiga Son            |                   |  |  |  |
| Avispa Fukuoka      | Lukian           | Douglas Grolli    | Juanma                | Jordy Croux        |                      |                      |                   |  |  |  |
| Júbilo Iwata        | Ricardo Graça    | Dudu Pacheco      | Fabián González       | Alexei Koșelev     |                      |                      |                   |  |  |  |

## Classificação
| Pos | Equipe              | Pts | J  | V  | E  | D  | GP | GC | SG  | Classificação                                                             |
| --- | ------------------- | --- | -- | -- | -- | -- | -- | -- | --- | ------------------------------------------------------------------------- |
| 1   | Yokohama F. Marinos | 68  | 34 | 20 | 8  | 6  | 70 | 35 | +35 | Classificado para a fase de grupos da Liga dos Campeões da AFC de 2023–24 |
| 2   | Kawasaki Frontale   | 66  | 34 | 20 | 6  | 8  | 65 | 42 | +23 | Classificado para a fase de grupos da Liga dos Campeões da AFC de 2023–24 |
| 3   | Sanfrecce Hiroshima | 55  | 34 | 15 | 10 | 9  | 52 | 41 | +11 | Classificado para os play-offs da Liga dos Campeões da AFC de 2023–24     |
| 4   | Kashima Antlers     | 52  | 34 | 13 | 13 | 8  | 47 | 42 | +5  |                                                                           |
| 5   | Cerezo Osaka        | 51  | 34 | 13 | 12 | 9  | 46 | 40 | +6  |                                                                           |
| 6   | FC Tokyo            | 49  | 34 | 14 | 7  | 13 | 46 | 43 | +3  |                                                                           |
| 7   | Kashiwa Reysol      | 47  | 34 | 13 | 8  | 13 | 43 | 44 | −1  |                                                                           |
| 8   | Nagoya Grampus      | 46  | 34 | 11 | 13 | 10 | 30 | 35 | −5  |                                                                           |
| 9   | Urawa Red Diamonds  | 45  | 34 | 10 | 15 | 9  | 48 | 39 | +9  |                                                                           |
| 10  | Consadole Sapporo   | 45  | 34 | 11 | 12 | 11 | 45 | 55 | −10 |                                                                           |
| 11  | Sagan Tosu          | 42  | 34 | 9  | 15 | 10 | 45 | 44 | +1  |                                                                           |
| 12  | Shonan Bellmare     | 41  | 34 | 10 | 11 | 13 | 31 | 39 | −8  |                                                                           |
| 13  | Vissel Kobe         | 40  | 34 | 11 | 7  | 16 | 35 | 41 | −6  |                                                                           |
| 14  | Avispa Fukuoka      | 38  | 34 | 9  | 11 | 14 | 29 | 38 | −9  |                                                                           |
| 15  | Gamba Osaka         | 37  | 34 | 9  | 10 | 15 | 33 | 44 | −11 |                                                                           |
| 16  | Kyoto Sanga         | 36  | 34 | 8  | 12 | 14 | 30 | 38 | −8  | Classificado para o play-off de rebaixamento                              |
| 17  | Shimizu S-Pulse     | 33  | 34 | 7  | 12 | 15 | 44 | 54 | −10 | Rebaixado para a J2 League                                                |
| 18  | Júbilo Iwata        | 30  | 34 | 6  | 12 | 16 | 32 | 57 | −25 | Rebaixado para a J2 League                                                |

### Desempenho por rodada
|          | 1ª  | 2ª  | 3ª  | 4ª  | 5ª  | 6ª  | 7ª  | 8ª  | 9ª  | 10ª | 11ª | 12ª | 13ª | 14ª | 15ª | 16ª | 17ª |
| 1º Turno | ANT | REY | YFM | FRO | FRO | FRO | ANT | FRO | FRO | ANT | ANT | ANT | FRO | FRO | ANT | YFM | YFM |

|          | 18ª | 19ª | 20ª | 21ª | 22ª | 23ª | 24ª | 25ª | 26ª | 27ª | 28ª | 29ª | 30ª | 31ª | 32ª | 33ª | 34ª |
| 2º Turno | YFM | YFM | YFM | YFM | YFM | YFM | YFM | YFM | YFM | YFM | SFR | YFM | YFM | YFM | YFM | YFM | YFM |

### Resultados
| Mandante \ Visitante       | ANT | AVI | BEL | CER | CON | FMA | FRO | GAM | GRA | JBI | KSA | RED | REY | SAG | SFR | SSP | TOK | VIS |
| -------------------------- | --- | --- | --- | --- | --- | --- | --- | --- | --- | --- | --- | --- | --- | --- | --- | --- | --- | --- |
| Kashima Antlers            | —   | 2–0 | 2–1 | 3–3 | 4–1 | 0–3 | 0–2 | 0–0 | 0–0 | 3–1 | 1–0 | 2–2 | 1–0 | 4–4 | 0–2 | 2–1 | 0–1 | 1–1 |
| Avispa Fukuoka             | 0–1 | —   | 0–0 | 0–0 | 0–0 | 1–0 | 1–4 | 0–1 | 2–3 | 1–1 | 1–0 | 0–0 | 2–1 | 0–0 | 1–3 | 3–2 | 5–1 | 0–1 |
| Shonan Bellmare            | 1–1 | 0–0 | —   | 0–2 | 1–5 | 1–4 | 2–1 | 1–0 | 0–0 | 0–0 | 1–1 | 0–0 | 0–2 | 3–0 | 0–1 | 1–4 | 2–0 | 2–1 |
| Cerezo Osaka               | 0–3 | 2–0 | 1–1 | —   | 2–2 | 2–2 | 2–1 | 3–1 | 0–1 | 2–1 | 1–1 | 2–0 | 0–1 | 2–1 | 0–3 | 1–1 | 0–1 | 3–0 |
| Hokkaido Consadole Sapporo | 0–0 | 1–2 | 1–0 | 2–1 | —   | 1–1 | 4–3 | 1–0 | 2–2 | 4–0 | 1–0 | 1–1 | 1–6 | 1–2 | 1–1 | 4–3 | 0–0 | 0–2 |
| Yokohama F. Marinos        | 2–0 | 1–0 | 3–0 | 2–2 | 0–0 | —   | 4–2 | 0–2 | 2–1 | 0–1 | 2–0 | 4–1 | 4–0 | 0–0 | 3–0 | 2–0 | 2–1 | 2–0 |
| Kawasaki Frontale          | 2–1 | 2–0 | 0–4 | 1–4 | 2–1 | 2–1 | —   | 4–0 | 1–0 | 1–1 | 3–1 | 2–1 | 1–0 | 4–0 | 4–0 | 3–2 | 1–0 | 5–2 |
| Gamba Osaka                | 1–3 | 2–3 | 0–1 | 1–2 | 0–0 | 1–2 | 2–2 | —   | 3–1 | 2–0 | 1–1 | 1–1 | 0–0 | 0–3 | 2–0 | 0–2 | 0–0 | 2–0 |
| Nagoya Grampus             | 1–1 | 1–0 | 2–1 | 1–0 | 0–2 | 0–4 | 1–1 | 0–2 | —   | 1–0 | 1–1 | 3–0 | 1–1 | 1–1 | 0–0 | 0–2 | 2–1 | 2–0 |
| Júbilo Iwata               | 3–3 | 0–1 | 1–0 | 2–2 | 1–2 | 0–2 | 1–1 | 1–1 | 2–1 | —   | 0–0 | 0–6 | 2–2 | 3–1 | 2–2 | 1–2 | 2–1 | 0–1 |
| Kyoto Sanga                | 1–1 | 0–1 | 0–1 | 0–0 | 2–1 | 1–2 | 1–0 | 1–1 | 1–1 | 1–4 | —   | 1–0 | 1–2 | 3–1 | 1–1 | 0–0 | 0–1 | 2–0 |
| Urawa Red Diamonds         | 1–1 | 1–1 | 2–0 | 0–1 | 1–1 | 3–3 | 3–1 | 0–1 | 3–0 | 4–1 | 2–2 | —   | 4–1 | 2–1 | 0–0 | 1–1 | 3–0 | 2–2 |
| Kashiwa Reysol             | 1–2 | 1–0 | 1–2 | 0–0 | 1–0 | 3–1 | 1–1 | 0–1 | 0–1 | 2–0 | 0–2 | 0–0 | —   | 1–4 | 2–3 | 3–1 | 3–6 | 3–1 |
| Sagan Tosu                 | 1–1 | 1–1 | 1–1 | 1–1 | 5–0 | 2–2 | 0–0 | 2–1 | 0–0 | 2–0 | 0–1 | 1–0 | 0–1 | —   | 2–2 | 0–0 | 5–0 | 0–2 |
| Sanfrecce Hiroshima        | 3–0 | 1–0 | 1–1 | 2–1 | 1–2 | 2–0 | 0–2 | 5–2 | 1–0 | 3–0 | 3–1 | 4–1 | 1–2 | 0–0 | —   | 2–0 | 1–2 | 1–1 |
| Shimizu S-Pulse            | 0–1 | 3–1 | 1–1 | 1–3 | 1–1 | 3–5 | 0–2 | 1–1 | 1–2 | 1–1 | 1–0 | 1–2 | 1–1 | 3–3 | 2–2 | —   | 0–3 | 0–0 |
| FC Tokyo                   | 3–1 | 2–2 | 0–2 | 4–0 | 3–0 | 2–2 | 2–3 | 2–0 | 0–0 | 2–0 | 2–0 | 0–0 | 0–0 | 0–1 | 2–1 | 0–2 | —   | 3–1 |
| Vissel Kobe                | 0–2 | 0–0 | 1–0 | 0–1 | 4–1 | 1–3 | 0–1 | 2–1 | 0–0 | 0–0 | 1–3 | 0–1 | 0–1 | 4–0 | 4–0 | 2–1 | 2–1 | —   |

## Premiação
| J-League de 2022                        |
| --------------------------------------- |
| Yokohama F. Marinos Campeão (5º título) |

## Play-off manutenção/promoção
Nos play-offs, o 16° time da J-League 2022 (Kyoto Sanga) irá enfrentar o vencedor do playoff de promoção da J2 league. Se ele perder, o time da J2 league será promovido em seu lugar para a J-League 2023. Fagiano Okayama, Roasso Kumamoto, Oita Trinita e Montedio Yamagata se classificaram para o play-off de promoção visto que terminaram entre a terceira e a sexta posição da J2 league 2022.
Nas duas primeiras rodadas dos play-offs, se o placar ficar empatado depois dos 90 minutos, não haverá prorrogação e o time vencedor será aquele melhor colocado na tabela da J2 league 2022. Na final contra o Kyoto Sanga, se após os 90 minutos permanecer empatado, os times ficam em suas respectivas ligas.
|  | Primeira Rodada 30 de outubro | Primeira Rodada 30 de outubro | Primeira Rodada 30 de outubro |  |  | Segunda Rodada 6 de novembro | Segunda Rodada 6 de novembro | Segunda Rodada 6 de novembro |  |  | Final 13 de novembro | Final 13 de novembro | Final 13 de novembro |
|  |                               |                               |                               |  |  |                              |                              |                              |  |  |                      |                      |                      |
|  | J2 (3)                        | Fagiano Okayama               | 0                             |  |  |                              |                              |                              |  |  |                      |                      |                      |
|  | J2 (6)                        | Montedio Yamagata             | 3                             |  |  |                              |                              |                              |  |  | J1 (16)              | Kyoto Sanga          | 1                    |
|  |                               |                               |                               |  |  | J2 (6)                       | Montedio Yamagata            | 2                            |  |  | J2 (4)               | Roasso Kumamoto      | 1                    |
|  |                               |                               |                               |  |  | J2 (4)                       | Roasso Kumamoto              | 2                            |  |  |                      |                      |                      |
|  | J2 (4)                        | Roasso Kumamoto               | 2                             |  |  |                              |                              |                              |  |  |                      |                      |                      |
|  | J2 (5)                        | Oita Trinita                  | 2                             |  |  |                              |                              |                              |  |  |                      |                      |                      |